# Dicranella hioramii
Dicranella hioramii là một loài Rêu trong họ Dicranaceae. Loài này được (Thér.) Duarte Bello mô tả khoa học đầu tiên năm 1995.